# Longitarsus vilis
Longitarsus vilis es una especie de insecto coleóptero de la familia Chrysomelidae. Fue descrita científicamente en 1864 por Wollaston.